# António José Seguro
António José Martins Seguro, född 1962 i Penamacor, är en portugisisk politiker och var ledare för det socialdemokratiska partiet Socialistpartiet 2011–2014.
António José Seguro har studerat internationell politik vid Universidade Autónoma Luís de Camões och har varit ledamot av Assembleia da República för Socialistpartiet från 1985.